# Arne Schmitt (Fotograf)
Arne Schmitt (* 1984 in Mayen) ist ein deutscher Fotograf, er arbeitet mit Fotografie, Film und Text.

## Werdegang
Schmitt studierte Fotografie an der HGB Leipzig (Diplom) und an der Hogeschool Sint-Lukas in Brüssel (M.A.) Im Zentrum seiner Arbeiten steht die historisch Betrachtung von Städtebau und Architektur der deutschen Nachkriegszeit. Von 2014–2015 und 2016–2017 war er Gastprofessor an der HfbK in Hamburg. Arne Schmitt lebt und arbeitet in Köln und Zürich.

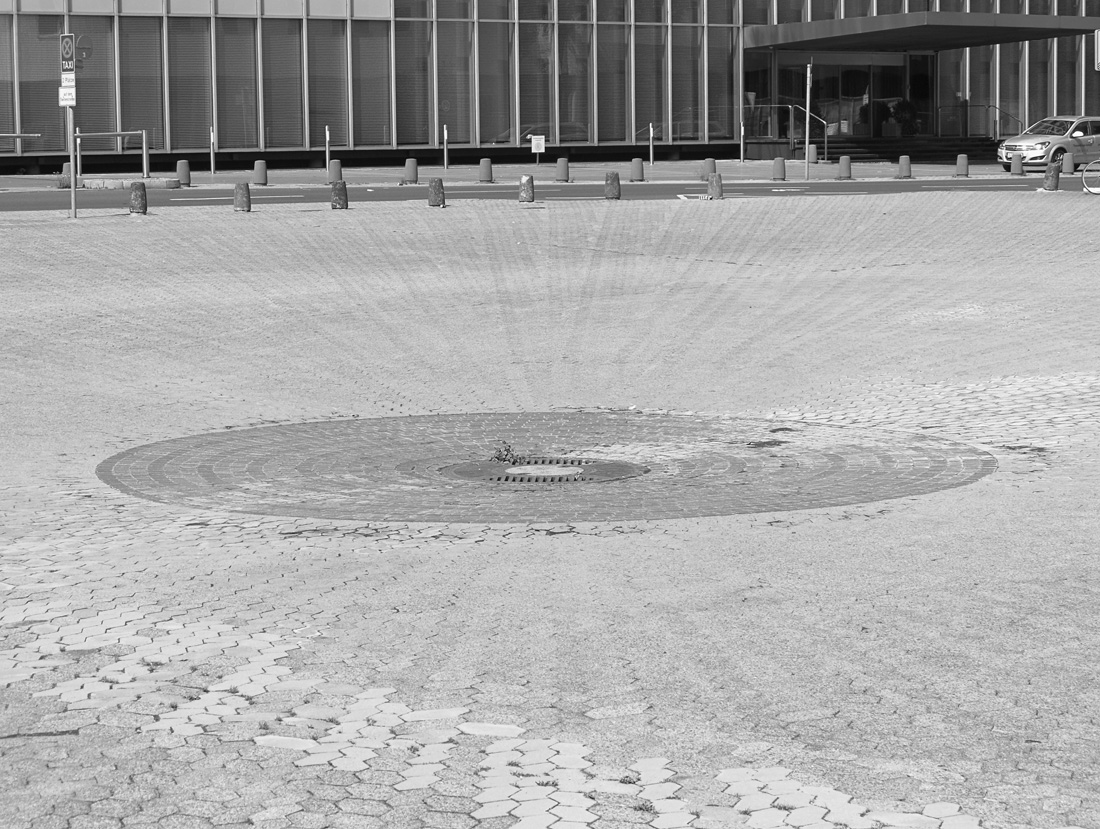

## Werk
In Arne Schmitts Arbeiten sind gesellschaftliche und geschichtliche Verwicklungen zentral. Schmitt untersucht historisches Material sowie zufällig oder gezielt aufgesuchte urbane Räume. Dabei arbeitet er meist ortsspezifisch, so etwa in Winterthur, wo er die symbolische Ökonomie des ehemals industriellen, jetzt kreativ-durchmischten Sulzer-Areals behandelt. In seinem 2015 erschienenen Buch Die neue Ungleichheit durchsucht er bei zahlreichen Spaziergängen das heutige Köln nach Momenten eines neoliberalen Umbaus. In Schmitts höchst präziser Fotografie kristallisiert sich das Politische in den Bauten und ihren Zwischenräumen.
Seit 2016 spielt in seinem Werk Film eine immer größere Rolle. 2018 entstand mit Stadt – Gegenstadt ein Filmessay über das Verhältnis der traditionellen Stadt Mannheim und der Industrie- und Arbeiterstadt Ludwigshafen. Arne Schmitt verwendet hier Zwischentitel mit einem Text, den Ernst Bloch 1928 in der Weltbühne veröffentlichte. 2020 stellte Arne Schmitt Sur les pavés l’asphalte  fertig – einen Film über die historische-ökonomische Entwicklung der Universitätszone von Bordeaux.
Zu Schmitts wichtigsten Veröffentlichungen gehört das viel diskutierte Buch Wenn Gesinnung Form wird (2012), eine fotografische Essaysammlung zur bundesdeutschen Nachkriegsarchitektur. Das Sprengel Museum Hannover widmete ihm hierzu im selben Jahr eine Ausstellung. 2018 erschien mit Basalt: Ursprung Gebrauch Überhöhung seine fotografische Auseinandersetzung mit der Verwendung und der Mythologie eines sehr spezifisch deutschen Natur- und Baumaterials.

## Ausstellungen

### Einzelausstellungen
- 2023 – Ein Verhältnis, das wir ersehnen / To Build Rapport, Galerie Jacky Strenz, Frankfurt am Main.[10]
- 2022 – Das allgemeine Gut, Galerie K', Bremen.[11]
- 2022 – Architektur. Made in Düsseldorf #4 (mit Frauke Dannert, Irmel Kamp und Isa Melsheimer), NRW Kulturforum, Düsseldorf.[12]
- 2021 – Zum Gedanken der aktiven Minderheit, station urbaner kulturen (nGbK), Berlin.[13]
- 2020 – Zeichen der Zeit, Galerie Jacky Strenz, Frankfurt am Main.[14]
- 2020 – Räson, Wilhelm-Hack-Museum, Ludwigshafen.[15]
- 2019 – Zeichen der Zeit: Zur Geschichte eines geschichtslosen Gebiets genannt Parkstadt Schwabing, Kunstraum München.[16]
- 2019 – die insel (mit Fari Shams), Skulpturenmuseum Glaskasten, Marl.[17]
- 2018 – Basalt: Ursprung Gebrauch Überhöhung, Bielefelder Kunstverein.[18]
- 2018 – Persönlichkeit und System, Münchener Stadtmuseum.[19]
- 2017 – Some Places to Read, Richas Digest, Köln
- 2017 – In neuer Pracht, Galerie Jacky Strenz, Frankfurt am Main.[20]
- 2017 – Alleinanspruch (mit Nico Joana Weber), Temporary Gallery, Köln.[21]
- 2016 – Zwei Arbeiten, Galerie K', Bremen.[22]
- 2015 – Einer unter Vielen, Galerie Jacky Strenz, Frankfurt am Main.[23]
- 2014 – Die autogerechte Stadt: Ein Weg aus dem Begriffs-Chaos, Galerie K', Bremen.[24]
- 2013 – Bunker-Erfahrung, kjubh Kunstverein, Köln.[25]
- 2012 – Wenn Gesinnung Form wird / Verflechtungen, Sprengel Museum Hannover.[26]
- 2010 – Projektraum Mikro, Düsseldorf.[27]

### Ausstellungsbeteiligungen (Auswahl)
- 2023 – Die Bücher der Künstler/innen, Galerie K' Bremen[28]
- 2022 – Remix. Einblicke in die Sammlung zeitgenössischer Kunst, Kunsthalle Bremen.[29]
- 2021 – Abbruch aller Moderne, Galerie K', Bremen.[30]
- 2019 – Vom Leben in Industrielandschaften – Eine fotografische Bestandsaufnahme, Leopold-Hoesch-Museum, Düren.[31]
- 2019 – Historiker*innen, Galerie K', Bremen.[32]
- 2019 – Historiker*innen, Haus1, Berlin.[33]
- 2019 – Karl Schmidt-Rottluff Stipendium: Die Ausstellung 2019, Kunsthalle Düsseldorf.[34]
- 2018 – Kunstpreis der Böttcherstraße in Bremen, Kunsthalle Bremen.[35]
- 2018 - 1938. Geburtstagsfest mit Gästen, Sprengel Museum Hannover.[36]
- 2017 – Arbeiten gehen: Eine Ausstellung der Galerie BRD, Galerie Jahn und Jahn, München.[37]
- 2017 – The Photographic I – Other Pictures, S.M.A.K., Ghent.[38]
- 2017 – Global Players, Biennale für aktuelle Fotografie, Kunstverein Ludwigshafen.[39]
- 2017 – Asymmetrische Architexturen, Kunstverein für die Rheinlande und Westfalen, Düsseldorf.[40]
- 2016 – In Deutschland reloaded (II), Kicken Berlin.[41]
- 2016 – Von den Strömen der Stadt, Museum Abteiberg, Mönchengladbach.[42]
- 2016 – Dokumentarfotografie Förderpreis der Wüstenrot Stiftung, Museum für Photographie Braunschweig.[43]

## Auszeichnungen
Seine Arbeiten wurden 2013 mit dem Wüstenrot-Preis ausgezeichnet, einem der wichtigsten Preise für Dokumentarfotografie. 2016 war er Karl Schmidt-Rottluff-Stipendiat, 2018 gewann er den Kunstpreis der Böttcherstraße in Bremen. Arne Schmitt erhielt zahlreiche Stipendien, darunter 2013 das Max-Pechstein-Förderstipendium der Stadt Zwickau, 2013 das Arbeitsstipendium der Stiftung Kunstfonds, 2015 das Arbeitsstipendium der Kunststiftung NRW, 2016–2018 das Karl Schmidt-Rottluff Stipendium, 2018 eine Publikationsförderung der Kunststiftung NRW sowie 2021 das Residenzstipendium Goethe-Institut Bordeaux.

## Publikationen

### Bücher
- ein öffentlicher Text. Spector Books: Leipzig, 2021, ISBN 978-3-95905-535-2
- Zeichen der Zeit: Zur Geschichte eines geschichtslosen Gebiets genannt Parkstadt Schwabing. Spector Books: Leipzig, 2020, ISBN 978-3-95905-384-6
- Basalt – Ursprung Gebrauch Überhöhung. Spector Books: Leipzig, 2018, ISBN 978-3-95905-207-8
- Lob der Peitschenlampe, Eigenverlag, 2016.[3]
- Die neue Ungleichheit: Ein Bildband entlang neoliberaler Architekturen (mit Thorsten Krämer). Spector Books: Leipzig, 2015, ISBN 978-3-95905-027-2
- Geräusch einer fernen Brandung. Spector Books: Leipzig, 2014, ISBN 978-3-944669-50-2
- Wenn Gesinnung Form wird: Eine Essaysammlung zur Nachkriegsarchitektur der BRD. Spector Books: Leipzig, 2012, ISBN 978-3-940064-56-1
- Concrete Philosophy: On the specifics of a universal exhibition. Eigenverlag, 2012.[3]
- It was the streets that raised me, streets that paid me, streets that made me a product of my environment (mit Andrzej Steinbach). Spector Books: Leipzig, 2012, ISBN 978-3-940064-43-1
- FUTURE TOGETHER NOW, Buchprojekt von Enrico Grunert, Aglaia Konrad, Ina Kwon, Tobias Neumann, Willem Oorebeek, Arne Schmitt, Andrzej Steinbach u. a., Institut für Buchkunst, Leipzig, 2009.[3]

### Künstlerbücher
- Rebuild to Destroy, 18,5 × 27 cm, SW-Laserdruck, SC, 2011, Auflage: 30.[3]
- Manche Dinge ändern sich nie, 26 × 39 cm, SW-Laserdruck, HC, 2010, Auflage: 10.[3]
- Nationalgalerie, 14 × 13 cm, SW-Laserdruck, Heft, 2010, Auflage: 50.[3]
- o.T. (Zeitgenössische Deutsche Fotografie), 17,3 × 23 cm, SW- und Farblaserdruck, Heft mit Poster im Schuber, 2010, Auflage: 20.[3]
- Pankow, 35 × 24 cm, SW-Laserdruck, HC, 2009, Auflage: 15.[3]
- Das höchste Gebot, 18 × 24 cm, Farblaserdruck, Heft, 2009, Auflage: 15.[3]
- Resort, 12 × 16 cm, SW-Laserdruck, Heft, 2008, Auflage: 25.[3]
- Die Herren, 16 × 24 cm, Farblaserdruck, HC, 2008, Auflage: 8.[3]
- Geräusch einer fernen Brandung, 18,5 × 25 cm, Farblaserdruck, HC, 2008, Auflage: 5.[3]
- 2006™, 25 × 19 cm, Ringbuch aus C-Prints, 2007, Auflage: 3.[3]

## Filme
- Wohnbedarf: Zum Verhältnis von kulturellem und ökonomischem Kapital (Eine Miniatur) (2021, 12m 35s)[46]
- Sur les pavés l’asphalte (2020, 29m 35s)[47]
- die insel (mit Fari Shams) (2019, 68m)[48]
- Stadt – Gegenstadt (2018, 15m 45s)[49]
- Der Preis des Aufstiegs (2017, 6m 40s)[50]
- Mit weniger mehr schaffen: Die zeitlose Wissenschaft der Rationalisierung (2016, 26m 12s)[51]

## Sammlungen (Auswahl)
- Kunsthaus NRW
- Fotomuseum Winterthur
- Kunstsammlungen Zwickau
- Museum Folkwang, Essen
- Museum Ludwig, Köln
- Niedersächsische Sparkassenstiftung, Hannover
- Landesbank Hessen-Thüringen, Frankfurt am Main
- Sprengel Museum Hannover
- Kunsthalle Bremen
- Studienzentrum für Künstlerpublikationen / Weserburg Museum für moderne Kunst, Bremen
- Sammlung Schürmann
- Bundeskunstsammlung, Bonn